# Coventry Transport Museum
Pour les articles homonymes, voir Coventry (homonymie), Transport (homonymie) et Museum.
Le Coventry Transport Museum est un musée de l'automobile britannique, créé en 1960 à Coventry dans le Midlands de l'Ouest au Royaume-Uni, pour exposer en particulier plus de 500 véhicules de l'histoire de l’industrie automobile britannique locale,.

## Historique
Ce musée (anciennement connu sous le nom de Museum of British Road Transport) est fondé en 1960 dans les locaux du Herbert Art Gallery and Museum voisin, du centre historique de Coventry, un des centres industriels historiques de l'industrie automobile britannique (économie de Coventry). À la suite de l'extension de la collection, le musée est transféré en 1980 dans ce nouveau site d'exposition,,. 

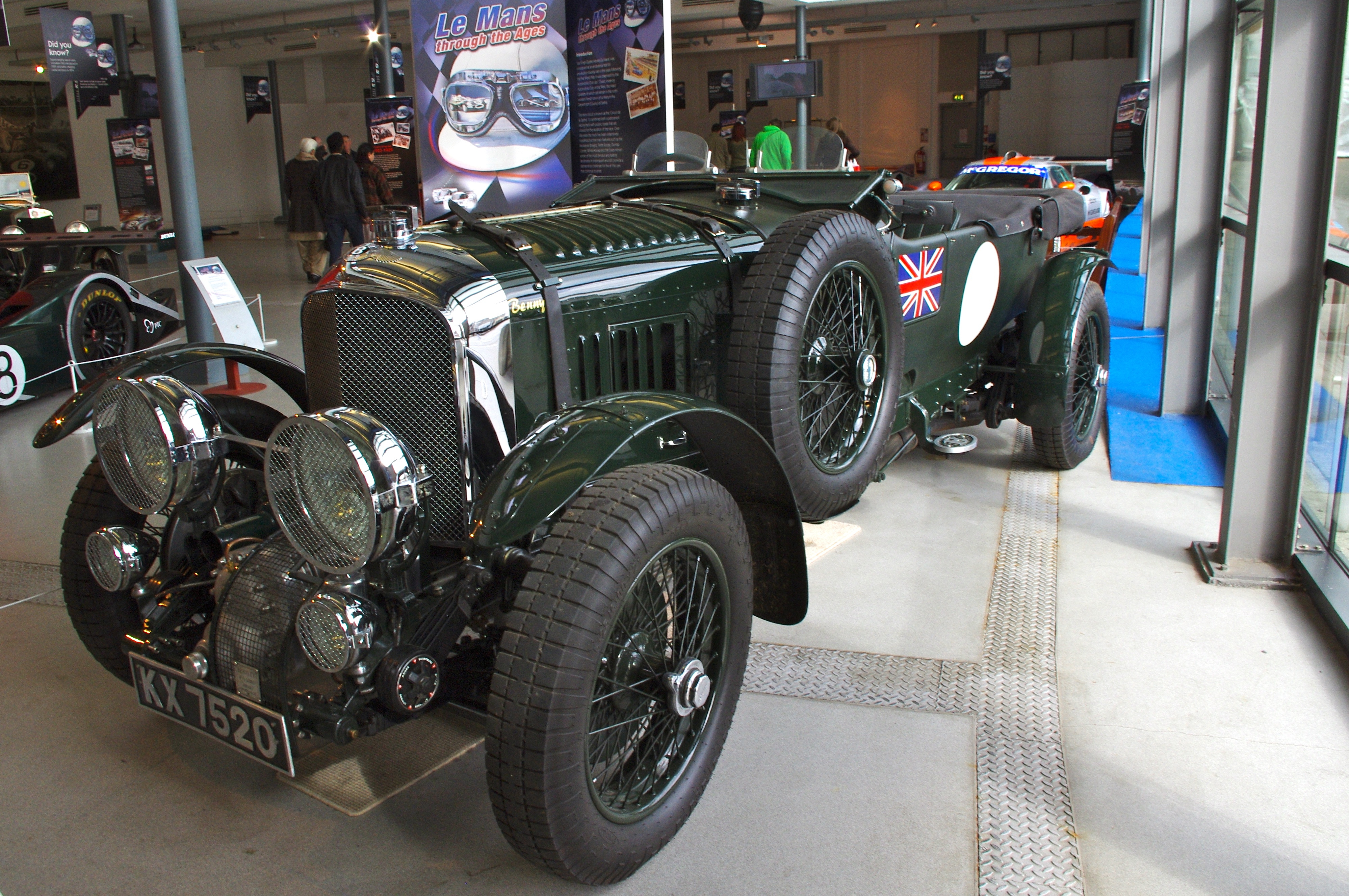
Bentley 4½ Litre (1927)
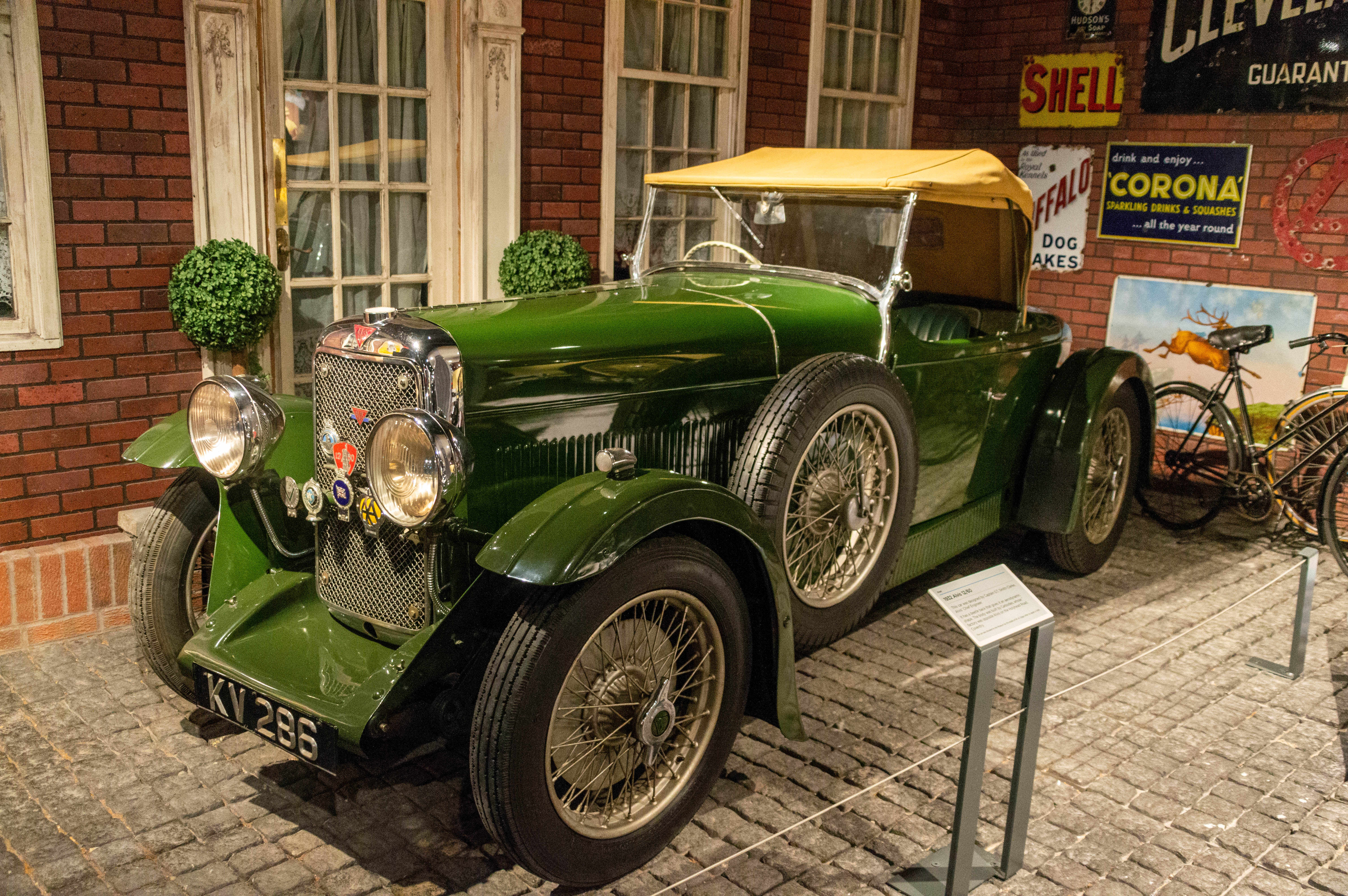
Alvis 12/60 (1932)

A l'image des musée automobile de Beaulieu ou British Motor Museum de Gaydon, il expose dans près de 14 galeries une des plus importantes collections de véhicules routiers de l'histoire de l'industrie automobile britannique, avec plus de 450 voitures et véhicules utilitaires, 100 motos et 300 vélos...

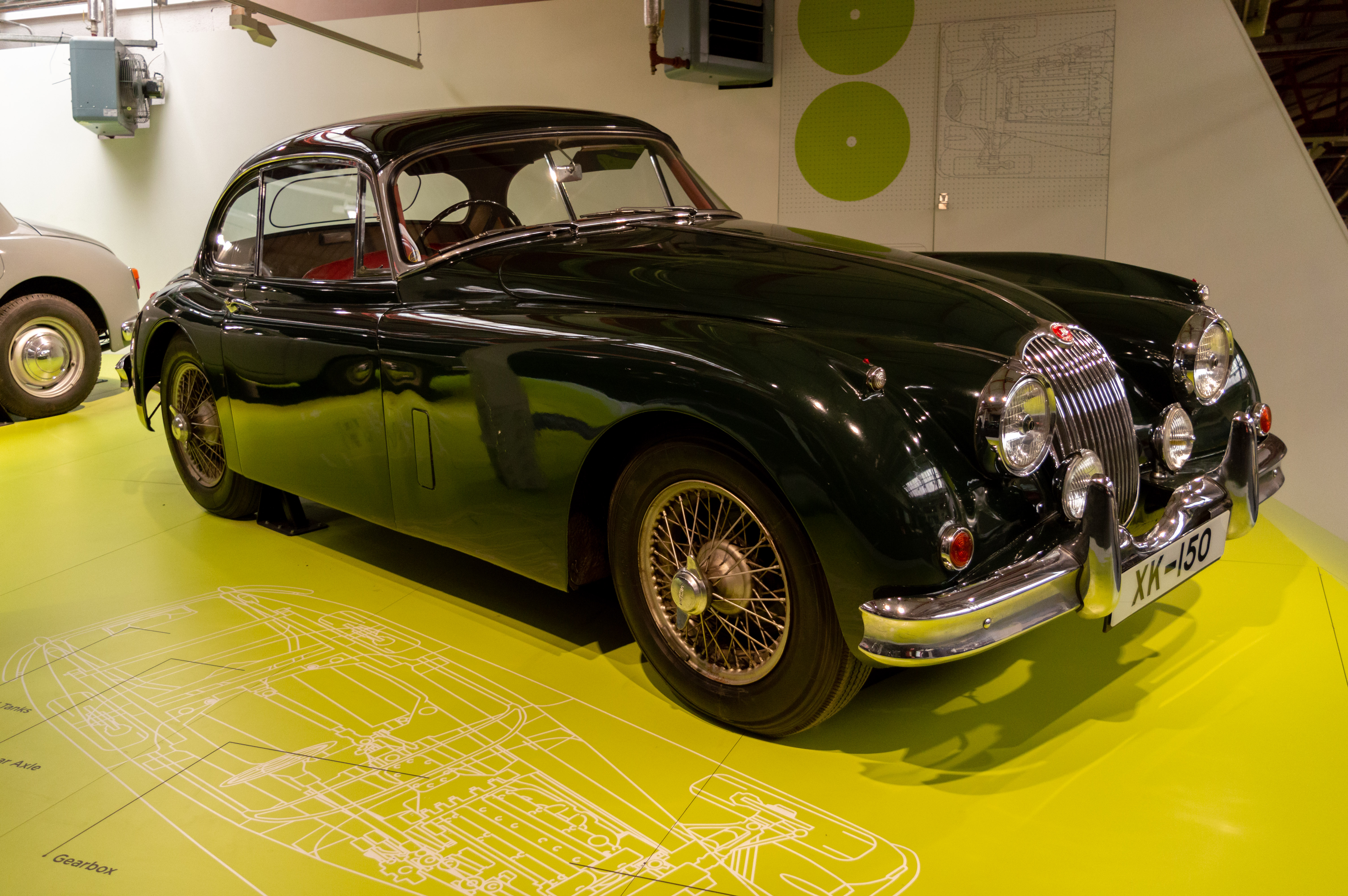
Jaguar XK150 (1957)
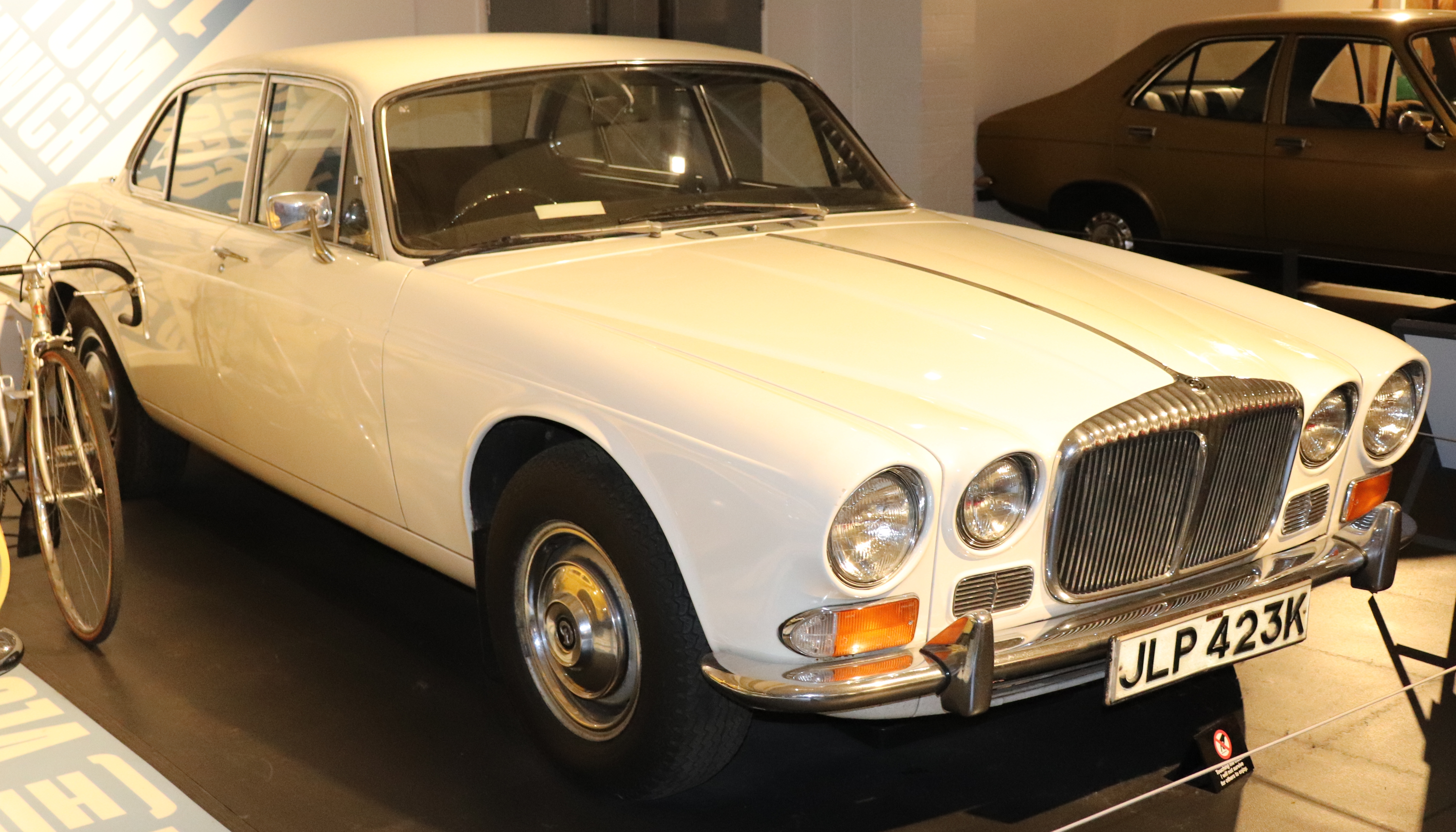
Daimler Soverign XJ6 (1971)

De nombreux véhicules exposés ont été fabriqués à Coventry, dont notamment des Jaguar, Triumph, Daimler, Rover, Land Rover, Armstrong Siddeley, Humber, Standard, Crouch Cars (en), Hillman, Riley, Singer, char Alvis, tracteurs Massey Ferguson, PSA Grande Bretagne,...

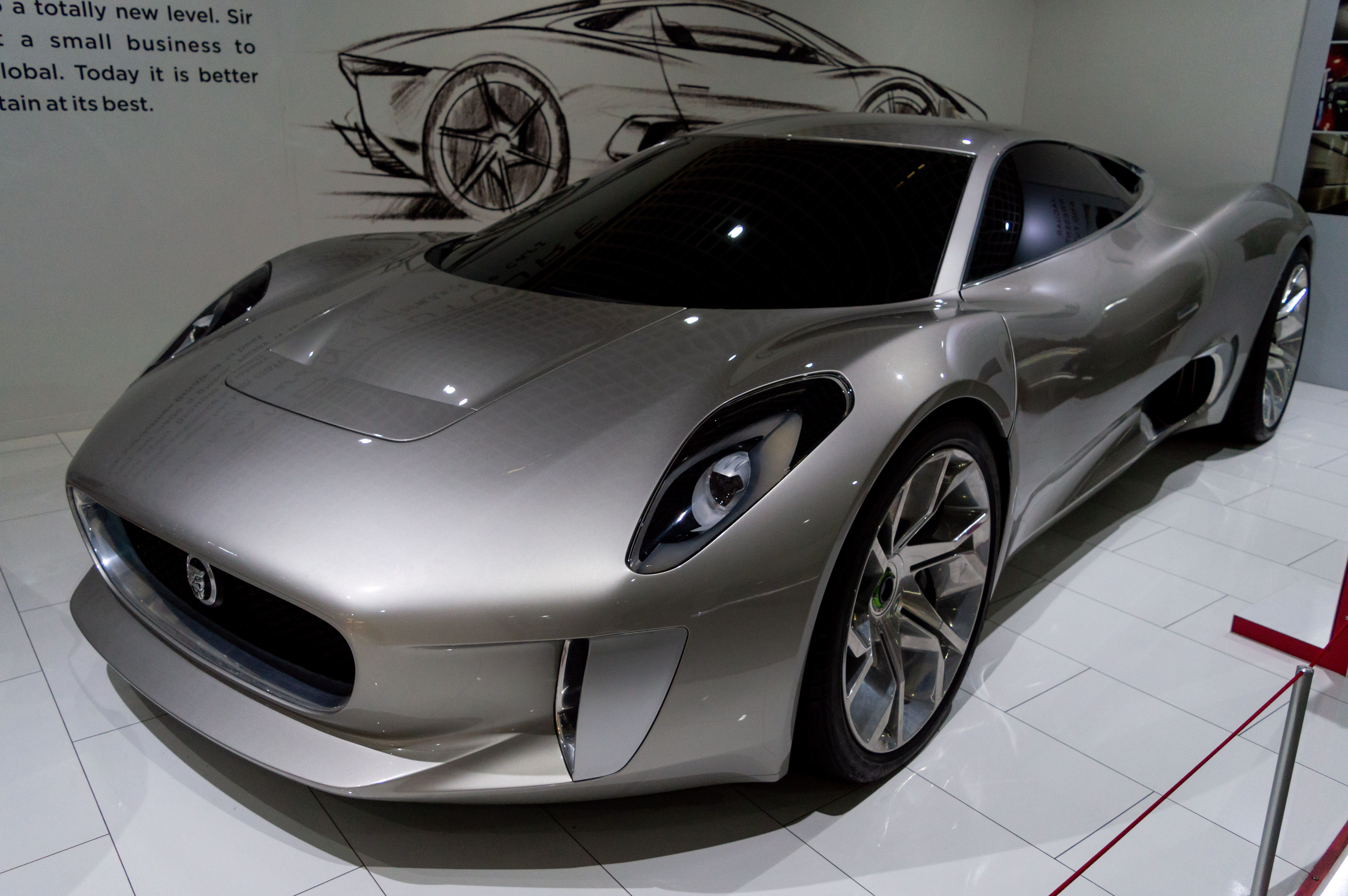
Jaguar C-X75 (2010)
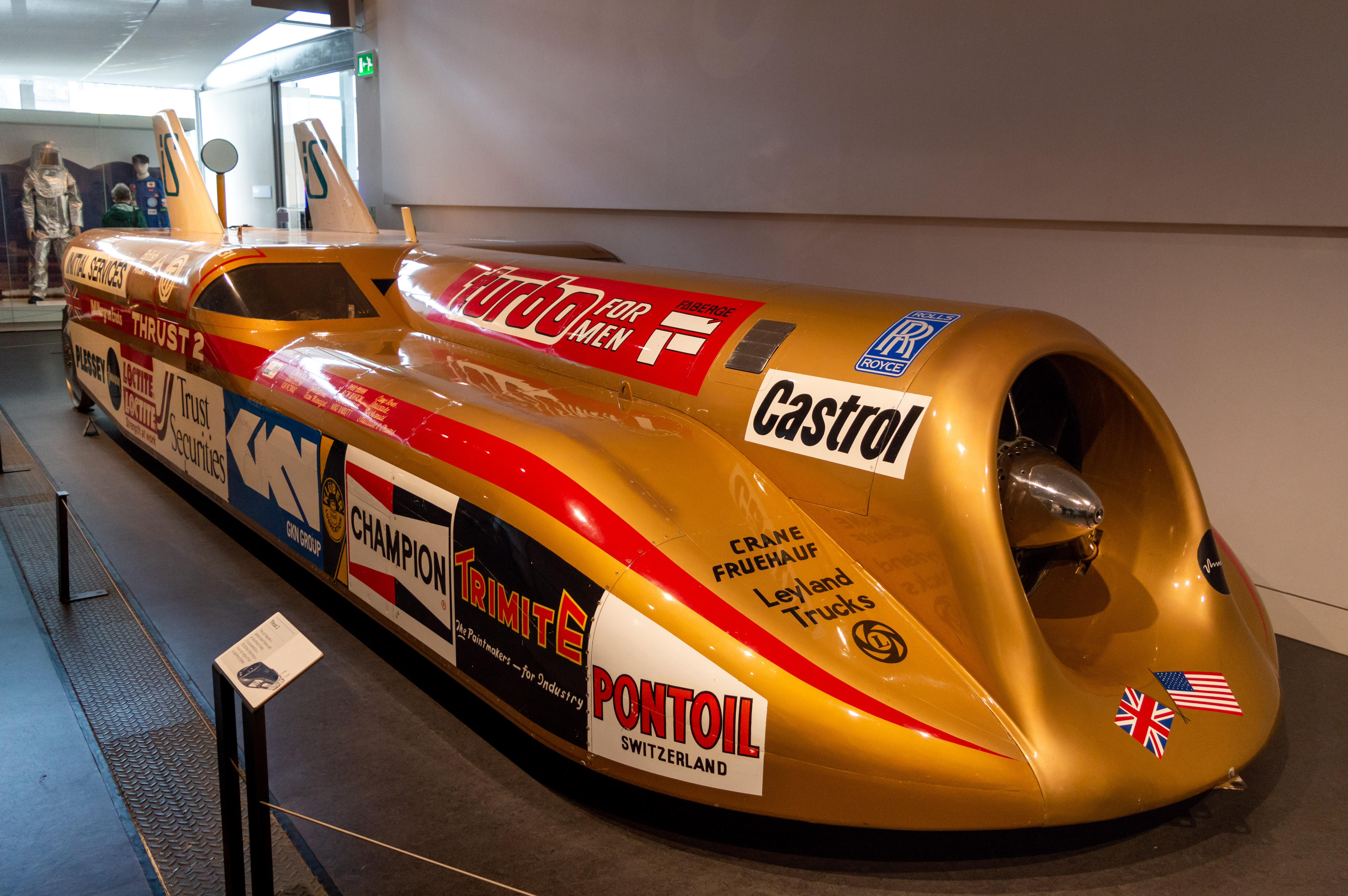
Thrust2 (record de vitesse terrestre en 1983)

De nombreuses marques de motos de Coventry sont également exposées dans ce musée, dont notamment des Triumph, Francis-Barnett (en), Rudge-Whitworth, Coventry Victor (en), et Coventry-Eagle (en)...
Le musée d'art Herbert Art Gallery and Museum fait à ce jour office de centre d'archivage du musée, avec une importante réserve d'archives de littérature technique, de manuels, de documents, de dessins, de photos et de négatifs sur verre depuis les débuts de l'industrie automobile britannique locale des années 1900...